# Salvador Puig Antich
Salvador Puig Antich (Barcelona, 30 de mayo de 1948-Barcelona, 2 de marzo de 1974) fue un anarquista y antifascista español y uno de los últimos ejecutados por el régimen franquista. Apodado el Metge (‘el Médico’ en español), formó parte del Movimiento Ibérico de Liberación (MIL), organización anticapitalista que apoyaba las acciones de guerrilla y fomentaba la lucha obrera.
Fue detenido el 25 de septiembre de 1973 y condenado a muerte por un Consejo de Guerra acusado del homicidio del subinspector del Cuerpo General de Policía Francisco Anguas Barragán en Barcelona, muerto durante el operativo de su detención junto a otros miembros del MIL. En 2024 el Gobierno de España declaró esta condena nula, reconociendo las múltiples irregularidades del juicio y considerando a Puig Antich oficialmente víctima del franquismo.
Murió ejecutado por medio de garrote vil en la mañana del 2 de marzo de 1974. Fue la última persona ejecutada en España por este método junto con el delincuente común Heinz Chez, ejecutado el mismo día en la ciudad de Tarragona.Su juicio y posterior ejecución generó movilizaciones en Europa, y llevaron a que se le considerara un símbolo del antifranquismo.
El 16 de octubre de 2024 el Gobierno español le hizo un acto de reconocimiento y reparación como víctima del franquismo, con la declaración de la nulidad de la sentencia del consejo de guerra que le condenó.

## Biografía
Salvador nació en Barcelona, el 30 de mayo de 1948. Hijo de una familia trabajadora, Salvador era el tercero de seis hermanos. Su padre, Joaquín Puig Quer, había sido militante de Acció Catalana durante la República; exiliado en Francia en el campo de concentración de Argelès-sur-Mer, a su vuelta a España fue condenado a muerte e indultado en el último momento. Su madre, Immaculada Antich, era una mujer activa con una amplia vida social.
La madre y la abuela de Salvador, junto a la figura de su hermano mayor Joaquim, fueron de gran influencia durante su infancia. Su padre, por lo contrario, siempre se mantuvo un tanto al margen de su educación.

### Juventud
El joven Salvador empezó a estudiar en el colegio religioso La Salle Bonanova junto a su hermano Joaquim hasta que fue expulsado por indisciplina (por pegar a un profesor que había faltado a un compañero de clase). Después estudió en los Salesianos de Mataró en régimen de internado, tras haber pasado por la escolanía de los capuchinos de la iglesia de Nuestra Señora de Pompeya, donde, como otros compañeros, compaginó con algún trabajo esporádico.
A partir de los dieciséis años compaginó el trabajo en una oficina con los estudios nocturnos del Bachillerato y preuniversitario en el Instituto Maragall, donde hizo amistad con Javier Garriga y los hermanos Solé Sugranyes, Oriol e Ignacio, todos ellos futuros compañeros del Movimiento Ibérico de Liberación (MIL). Serían Ignacio y Javier quienes iniciarían a Salvador en la política. Javier era militante de las Fuerzas Socialistas Federadas (FSF) e Ignacio de Acción Comunista, donde también militaba Santi Soler, quien luego sería uno de los ideólogos del MIL.

### Militancia
Los episodios del Mayo francés de 1968 y la muerte del estudiante Enrique Ruano en la Dirección General de Seguridad en 1969 fueron decisivos para que Puig Antich decidiera implicarse activamente en la lucha contra la dictadura franquista. Su primera militancia sería en 1967 en las plataformas de Comisiones Obreras de la parroquia de San José Oriol, formando parte de la Comisión de Estudiantes del Instituto Maragall. Ideológicamente pronto evolucionó hacia posiciones anarquistas que rechazaban cualquier tipo de jerarquía dentro de las organizaciones políticas y sindicales en la lucha de la clase obrera hacia su emancipación. Tras iniciar estudios universitarios de Ciencias Económicas, hizo el servicio militar en Ibiza, donde fue destinado a la enfermería del cuartel. Una vez licenciado, se incorporó al Movimiento Ibérico de Liberación (MIL), integrándose en su rama armada, en lucha contra el capitalismo.
Puig Antich y sus compañeros se movían con facilidad en el mundo de la lucha clandestina. Puig participaba, haciendo de chófer, en las acciones del grupo, que consistían generalmente en atracos a bancos. Los botines se destinaban a financiar las publicaciones clandestinas del grupo. Crearon la revista "CIA" [Conspiración Internacional Anarquista] y la editorial "Mayo 37". También se ofrecieron para ayudar económicamente a huelguistas, pero a estos les daba miedo recibir un dinero proveniente de los atracos. Viajaban a menudo al sur de Francia, donde se relacionaban con viejos militantes de la Confederación Nacional del Trabajo.
El 2 de marzo de 1973 un contable de la sucursal del Banco Hispanoamericano de Barcelona resultó herido de gravedad durante un atraco perpetrado por Salvador Puig Antich, Jean-Marc Rouillan, Josep Lluís Pons Llovet y Jordi Solé Sugranyes. A partir de entonces la policía creó un grupo especial para desarticular esta banda. La nueva situación creó dudas y contradicciones en el seno del MIL. En agosto de 1973, en una reunión en Francia, la mayoría de sus miembros, descontentos con la trayectoria del grupo, decidieron su disolución. Sin embargo, Puig Antich, los hermanos Solé Sugranyes y José Luis Pons decidieron continuar.

### Detención

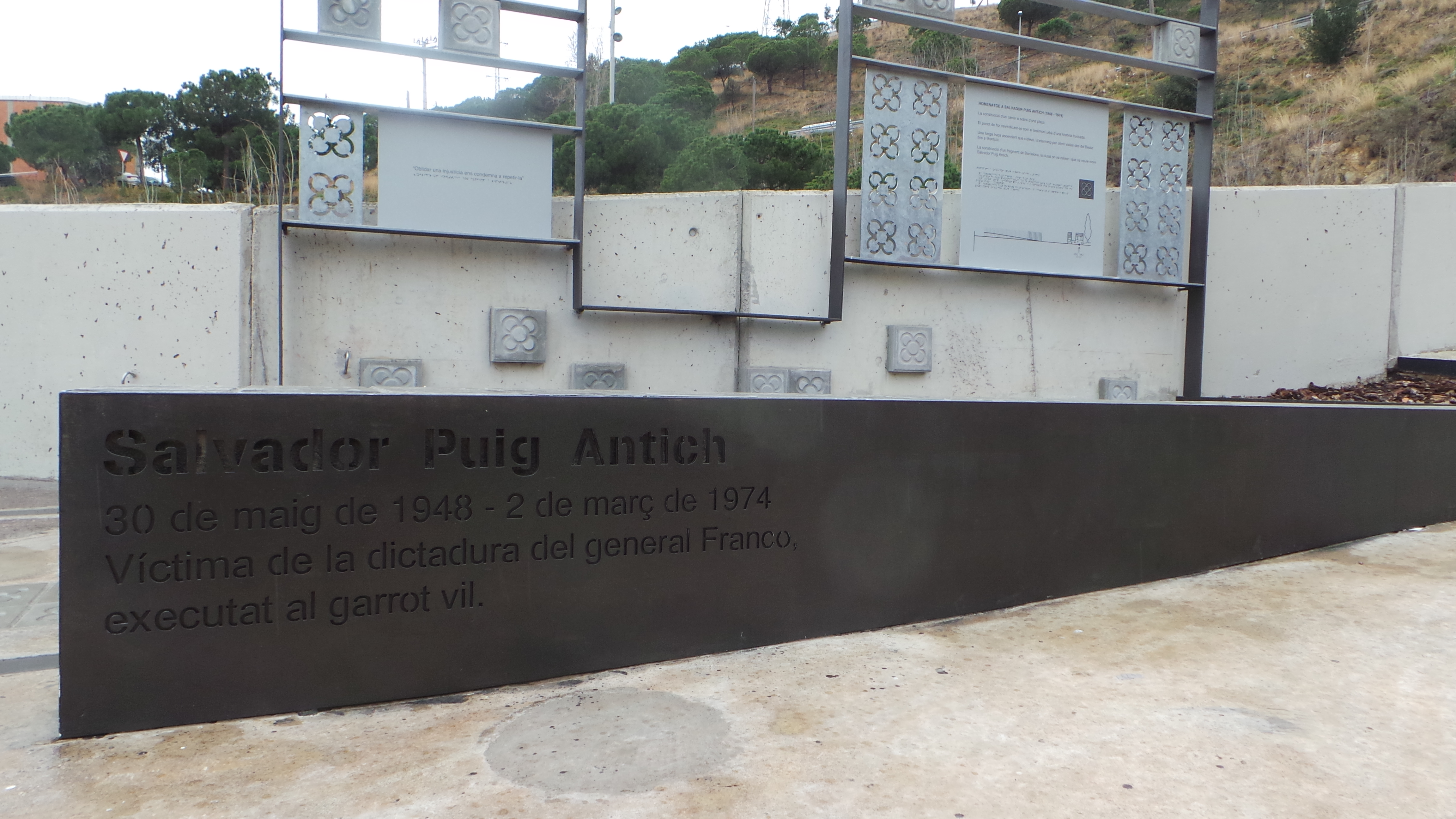
Monumento a Salvador Puig Antich en la Plaza con su nombre inaugurada en Barcelona en marzo de 2016

El 15 de septiembre de 1973, en lo que fue el último atraco del MIL, en Bellver de Cerdaña la Guardia Civil detuvo a Oriol Solé y a José Luis Pons, mientras que Jordi Solé consiguió escapar a Francia. Unos días después la policía detuvo a la novia de Pons y a Santi Soler que, tras ser torturado, acabó confesando que tenía una cita el 25 de septiembre con Xavier Garriga en el bar El Funicular.
El 25 de septiembre de 1973, agentes de la Brigada Político-Social prepararon un operativo para ese día esperando detener a Garriga. Aunque no se esperaba la presencia de Puig Antich, finalmente los dos anarquistas fueron abordados. Garriga iba desarmado y no opuso resistencia. Puig se resistió al arresto, por lo que entre los inspectores Bocigas y Santorum y el subinspector Anguas trataron de reducirle con una zancadilla y mediante golpes en la cabeza con la culata de las pistolas. En ese momento le requisaron una pistola Kommer, calibre 6,35 mm, cargada y sin montar. Sin embargo el forcejeo continuó y cinco policías introdujeron a Puig y a Garriga en un portal situado en el número 70 de la calle Gerona. En ese momento se escuchó un disparo, que aprovechó Garriga para escapar, aunque fue perseguido por los policías Rodríguez y Algar y atrapado gracias a la colaboración ciudadana. Mientras tanto se produjo un tiroteo en el portal donde habían quedado Puig Antich, Bocigas, Anguas y Fernández Santorum, resultando malherido Puig Antich y muerto el subinspector Francisco Anguas Barragán, de 23 años.
Jesús Irurre, funcionario de prisiones que entabló amistad con Salvador Puig en prisión, manifestó 

Salvador me confesó que llevaba dos pistolas, una en la espalda y otra cogida al pantalón por delante. Al meterle en ese portal, cayó de espaldas en la escalera y los policías, que eran jóvenes e inexpertos, le quitaron el arma que guardaba delante y le golpearon con ella. Él sacó entonces la pistola de la espalda y pegó tres tiros. Tres.

 mientras que el cuerpo del subinspector tenía cinco impactos de bala y Salvador recibió dos. Ambos fueron trasladados al Hospital Clínico, donde los médicos tuvieron que cerrar las puertas de la habitación de Puig Antich porque los compañeros del policía pretendían sacarlo y «darle un paseo por Montjuic» como represalia. Este permaneció ingresado, esposado de una mano y un pie a la cama en la que estaba convaleciente.

### Proceso judicial y ejecución

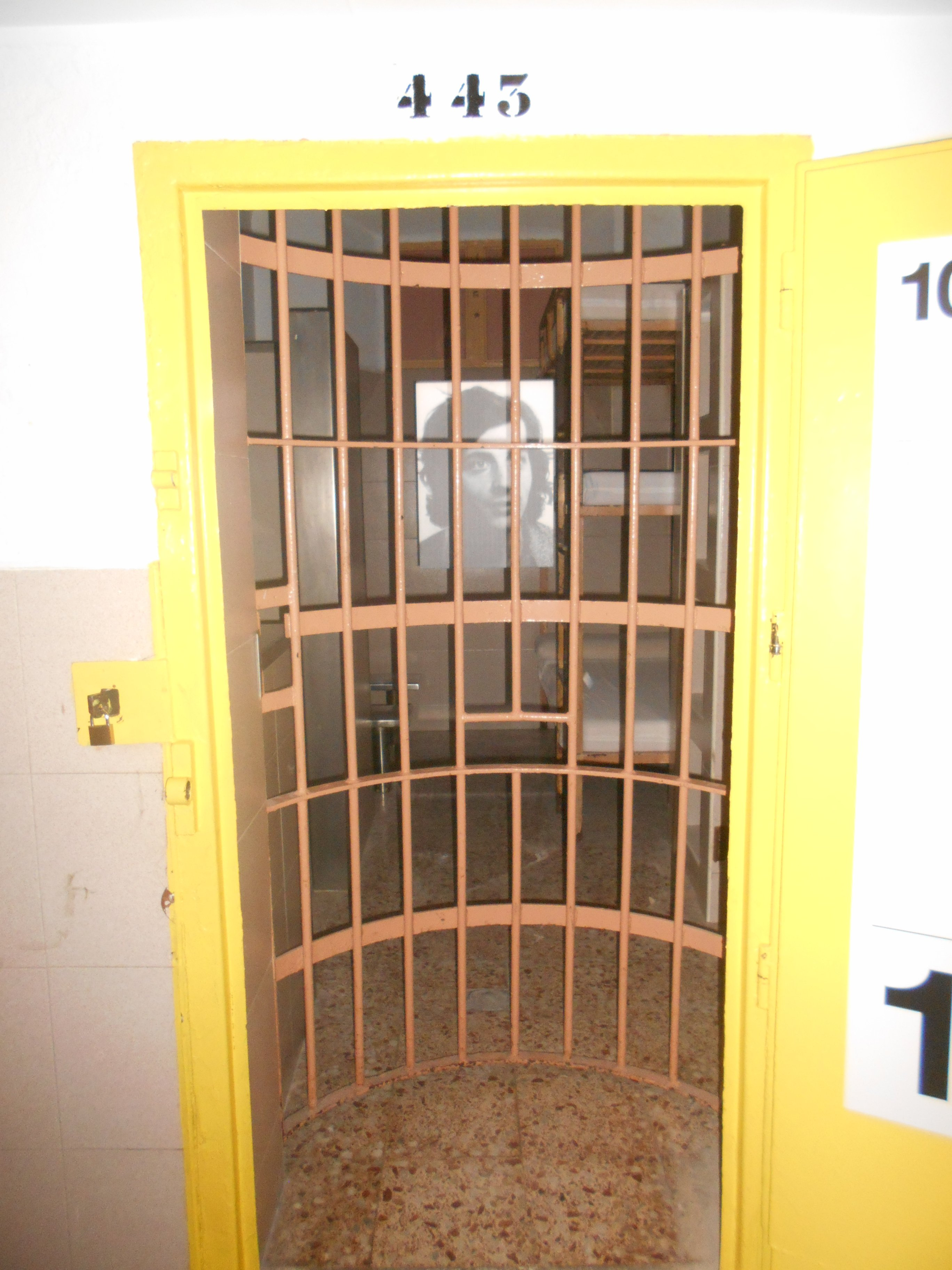
Celda de Salvador Puig Antich en la Cárcel Modelo

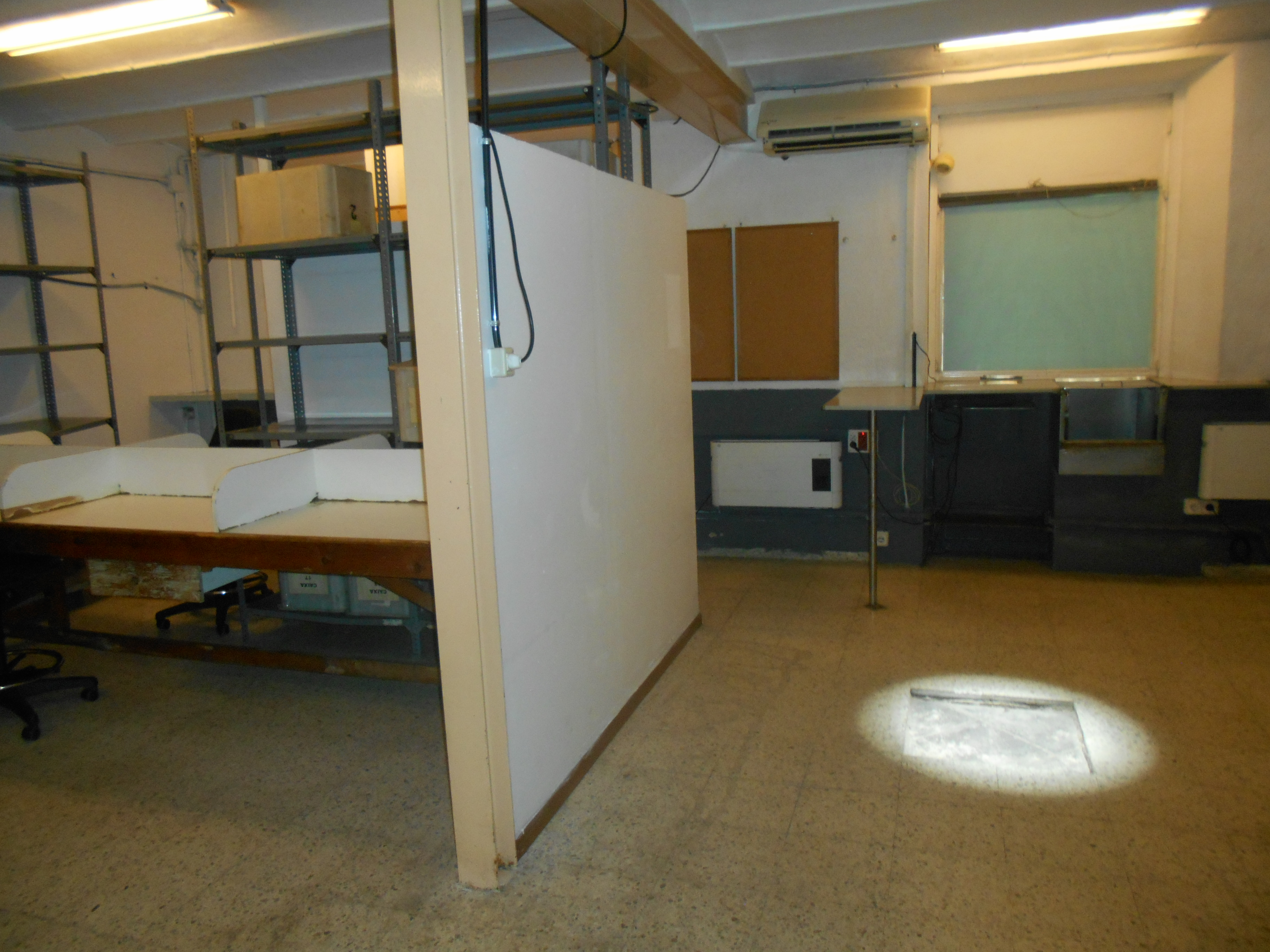
Paquetería de la Modelo, lugar de ejecución de Salvador Puig Antich. Iluminado en el suelo el lugar donde se instaló el garrote vil

Puig Antich fue encarcelado, acusado de ser el autor de los disparos que causaron la muerte al subinspector del Cuerpo General de Policía en Barcelona Anguas Barragán y, posteriormente, juzgado en consejo de guerra y condenado a la pena capital "por la muerte de un funcionario público por razones políticas". Partidos políticos, colectivos de derechos humanos y mandatarios extranjeros, como la Santa Sede o el canciller alemán Willy Brandt, pidieron su indulto. Los abogados, hermanas y novia de Puig Antich coincidieron en afirmar que los partidos y sindicatos tradicionales de oposición no se movilizaron para pedir el perdón del sentenciado y así evitar su muerte o, al menos, buscar postergarla. Salvador pasó su última noche en la celda 443 de la cárcel Modelo de Barcelona, y fue ejecutado mediante garrote vil por el verdugo titular de la Audiencia de Madrid, el extremeño Antonio López Sierra, en la sala de paquetería de la prisión el 2 de marzo de 1974 a las 9:20, certificando su muerte un capitán médico a las 9:40 horas.
En muchos países de Europa se organizaron manifestaciones como protesta por la ejecución.
El mismo día, casi simultáneamente y por el mismo método fue ejecutado en Tarragona Georg Michael Welzel (alias Heinz Chez) en lo que se consideró un intento de las autoridades franquistas de distraer la atención respecto a la ejecución de Puig Antich. Puig Antich está enterrado en el Cementerio de Montjuïc (agrupación 14, nicho 2737).
El 31 de octubre de 2014, la jueza argentina María de Servini, instructora de la causa penal contra el franquismo, y basándose en el Principio de justicia universal, envió una orden de detención internacional contra varios cargos de la dictadura franquista implicados en su ejecución, solicitando su extradición con el objetivo de interrogarles. Imputados, entre otros delitos, por firmar la sentencia de muerte de Salvador Puig Antich estuvieron los exministros Antonio Carro Martínez, José Utrera Molina, Antonio Barrera de Irimo y Licinio de la Fuente.
Según Jean-Marc Rouillan, uno de sus compañeros que le esperaba en un coche cuando se produjo la emboscada policial, Puig Antich disparó a los policías que le detuvieron.
Su fondo personal se encuentra depositado en el CRAI Biblioteca Pavelló de la República de la Universidad de Barcelona. Consta de correspondencia recibida y/o escrita por Salvador Puig Antich, documentos relacionados con su detención, juicio y ejecución, poemas y documentos dedicados a él, recortes de prensa. 
Durante su estancia en prisión entabló amistad con uno de los funcionarios de prisiones, Jesús Irurre, con quien jugaba a baloncesto durante las salidas al patio (dos horas al día, una por la mañana y otra por la tarde). La relación se inició en torno a ese juego y fue agrandándose con el tiempo. Irurre, hijo de funcionario de prisiones, y que había pasado por cárceles consideradas "duras" como la de Puerto de Santa María, fue influenciado por la personalidad de Puig de quien diría 

Era un hombre muy fuerte, muy humano y sensible, un ser excepcional, culto.

 La relación cambió su forma de entender la vida, y en la ejecución de Salvador, que fue a garrote vil cuando se esperaba que fuera fusilado, gritó "¡Franco hijo de puta asesino!" siendo el primero de una larga lista de hechos contra el Sistema, que fue acumulando desde entonces.

### Nulidad de la sentencia
El 16 de octubre de 2024, con ocasión del quincuagésimo aniversario de su ejecución, el gobierno presidido por Pedro Sánchez anuló la sentencia que le condenaba a muerte. En un acto de reparación con la familia de Puig Antich, encuadrado en el reconocimiento y reparación de las víctimas del franquismo, presidido por el ministro de Política Territorial y Memoria Democrática, Ángel Víctor Torres, se entregó a sus cuatro hermanas el documento de reparación en el que se reconocía la nulidad de la sentencia del Consejo de Guerra que le condenó, calificándolo de "ilegal e ilegítimo".

## Cine, literatura, teatro, pintura y música
En 1974 mientras Salvador esperaba su ejecución y el mundo se movilizaba para conseguir su indulto, Joan Miró pintó la serie La esperanza del condenado a muerte.
El grupo de teatro Els Joglars produjo en 1977 la obra La torna que trataba sobre la ejecución de Heinz Chez como distracción del caso Puig Antich. Por esa obra el grupo fue sometido a un Consejo de Guerra que generó un fuerte movimiento a favor de la libertad de expresión. Lluís Llach dedicó a su memoria el tema I si canto trist, que daba título al disco publicado el mismo año 1974. Años más tarde el cantautor participó en la banda sonora de la película Salvador. El también cantautor Joan Isaac compuso en 1976 su tema "A Margalida" en homenaje a Puig Antich y a su compañera, Margalida Bover. En 2005 Loquillo hizo también una canción dedicada a su memoria en el disco Mujeres en pie de guerra llamada El año que mataron a Salvador.
En 1985, se publicó el primer libro de investigación sobre el tema: La torna de la torna. Salvador Puig Antich i el MIL, Editorial Empúries, obra del colectivo Carlota Tolosa, integrado por Ramon Barnils, Elisabet Bonshoms, Montse Majench, Xavier Montanyà, Margarida Palomar, Carles Ruiz, Elisabet Sabartés, Rosa Serra, Carles Serrat y Dolors Tubau.
En 1996 el Ateneo Enciclopédico Popular de Barcelona publicó el libro Antologia Poètica a la Memòria de Salvador Puig Antich, selección y prólogo de Ricard Vargas Golarons, que incluye poemas anónimos y firmados de autores como Ferran Aisa, Neil Amaro, Víctor Esteban, Vicent Andrés Estellés, Antoni Dalmases, Pere Gimferrer, Valentí Gómez-Oliver, José Agustín Goytisolo, Sara Guillén, Joan Isaac, Gerard Jacas, Lluís Llach, Ramon Muns, Agustí Pons, Marcel·lí Reyes, Anton Sala-Cordanó, Segimon Serrallonga, Josep-Miquel Sevià, Ricard Vargas Golarons, Andreu Vidal...
En 2001, el periodista catalán Francesc Escribano escribió el libro Cuenta atrás. La historia de Salvador Puig Antich, en el que cuenta los hechos que llevaron a la ejecución de Puig Antich. En septiembre de 2006, con guion basado en el libro de Escribano, se estrenó la película española Salvador, protagonizada por Daniel Brühl y dirigida por Manuel Huerga. La película fue criticada por antiguos compañeros de militancia de Salvador, señalando que «se silencia el contexto socio-político que origina la aparición del MIL e igualmente sus aportaciones de rotura revolucionaria y, está claro, la complicidad de las fuerzas "democráticas" catalanas agrupadas alrededor de la Asamblea de Cataluña, donde tenía una gran capacidad de movilización el PSUC, que se negó sistemáticamente hasta la misma fatídica noche a hacer nada por movilizar al pueblo por salvar a Salvador».
En 2017 se estrenó la obra Comunicado de muerte de Rafael Herce que trata de la vida y ejecución de Salvador Puig Antich y gira en torno al eje de la amistad que surgió entre él y el funcionario de prisiones Jesús Irurre.

## Homenajes

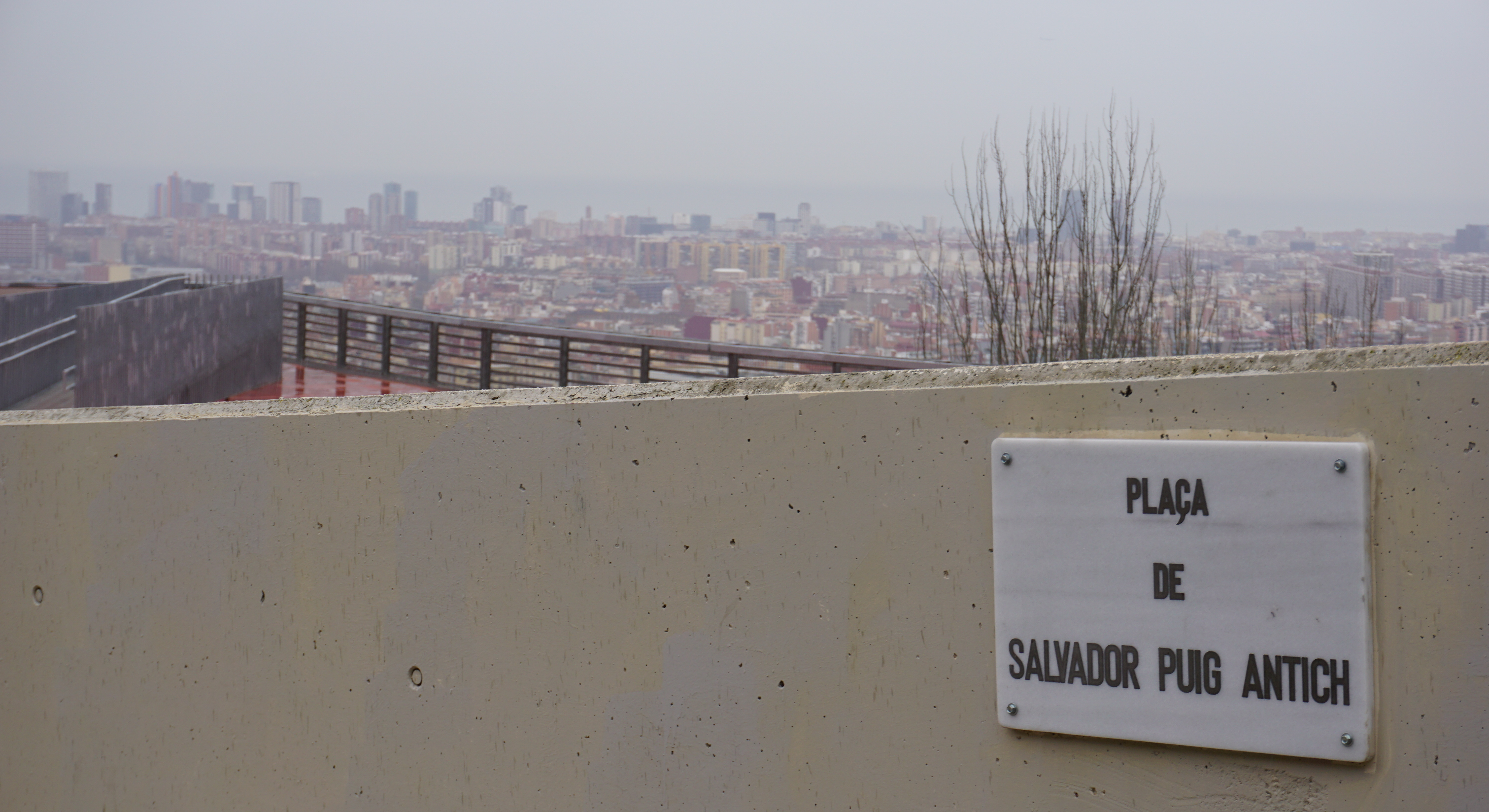
Plaza Salvador Puig Antich inaugurada en Barcelona en marzo de 2016

El 5 de marzo de 2016 la alcaldesa de Barcelona Ada Colau inauguró un mirador con vistas a la ciudad en el barrio de Les Roquetes con su nombre. En la plaza se ha colocado un monumento en memoria del joven anarquista, obra del arquitecto Nicolás Aparicio y Gerard Cuartero. Colau reivindicó en su intervención la memoria anarquista de la ciudad de Barcelona y reclamó la Barcelona "anticapitalista, feminista y antisistema". También condenó la impunidad de los crímenes del franquismo. Asistieron también al homenaje sus hermanas, el exalcalde Xavier Trias, la presidenta del Parlamento de Cataluña Carme Forcadell y el cantante Joan Isaac que interpretó varias de sus canciones, entre ellas A Margalida dedicada al joven anarquista.
En Madrid, horas antes, el 4 de marzo, se organizó un homenaje en Centro Cultural Casa del Reloj, en el que intervino su hermana Merçona y se leyeron en el escenario tres de las cartas que Salvador escribió desde la prisión.